# Snejina, Varna
Snejina (în bulgară Снежина) este un sat în comuna Provadia, regiunea Varna,  Bulgaria. 

## Demografie
Componența etnică a satului Snejina
     Turci (12,66%)
     Bulgari (11,03%)
     Romi (72,72%)
     Nicio identificare (3,57%)
La recensământul din 2011, populația satului Snejina era de 616 locuitori. Din punct de vedere etnic, majoritatea locuitorilor (72,72%) erau romi, existând și minorități de turci (12,66%) și bulgari (11,03%). Pentru 3,57% din locuitori nu este cunoscută apartenența etnică.